# Lexus LF-SA
Lexus LF-SA – koncepcyjny samochód należącej do koncernu Toyota marki Lexus, zaprezentowany na Międzynarodowym Salonie Samochodowym w Genewie w 2015 roku.
Mały miejski crossover, oparty na platformie Toyoty Yaris, opracowany został przez europejskie studio projektowe ED2. Oznaczenie LF-SA jest skrótem od słów Lexus Future-Small Adventure.